# Rudanți, Kameanka-Buzka
Rudanți (în ucraineană Руданці) este un sat în comuna Starîi Iarîciv din raionul Kameanka-Buzka, regiunea Liov, Ucraina.

## Demografie
Componența lingvistică a localității Rudanți
     Ucraineană (100%)
Conform recensământului din 2001, toată populația localității Rudanți era vorbitoare de ucraineană (100%).